# 中环停车场
中环停车场，旧称崔家店停车场，是成都地铁7号线的停车场，于2017年启用。中环停车场位于成都市成华区槐树店路以北、中环路双店路段以西、跳蹬河南路以东的地面以下，总占地面积143.54亩。除停车场外，还内设运营控制中心及线网应急指挥中心。

## 中环停车场
中环停车场于2017年12月6日与成都地铁7号线投入使用，是成都地铁首个地下双层停车场，也是中国大陆截至2017年6月在建的最大规模的全地下地铁车辆综合检修基地，停车场总建筑面积18.29万平方米，出入场线呈八字形，与7号线正线相连，两端分别接崔家店站和槐树店站，分为联络线区、咽喉区、列检库、汽车库区和运用库区等5大区域，同时可停放76列地铁列车。主要功能为承担7号线系统规模的全部运用车的停车和列检。

## 运营控制中心（OCC）
中环停车场内设崔家店OCC控制中心，此控制中心是继成都地铁世纪城OCC控制中心之后的第二个投入使用的运营控制中心，相当于成都地铁的第二个“指挥中枢”，承担成都地铁5号线、成都地铁6号线、成都地铁7号线、成都地铁8号线的区域指挥控制工作。

## 线网应急指挥中心（COCC）
停车场内另又设线网应急指挥中心（COCC），承担对成都地铁其他所有线路的线网指挥兼应急指挥工作，与成都地铁世纪城、新苗和崔家店3个运行控制中心（OCC）联合运转、整体协调，实现全市地铁线网的资源共享，及对各条线的行车组织、电力控制、设备维修、信息收发、施工组织等各方面的统一调度与指挥。本线网应急指挥中心具备共15条线的接入能力，远期预留接入23条线的扩展能力。配有长约21米、宽约3.6米的巨型屏幕，显示全线网列车运行、客流变化、电力供应、车站设备运行、防灾报警、环境监控、票务管理及乘客服务等大数据。

## 上盖物业开发
根据中环停车场上盖综合开发项目房屋面积测绘服务招标公告，上盖综合开发项目“中环TOD·十里风和”占地约121亩，规划总建筑面积约26.9万平方米，其中商业4.2万平方米、住宅13.9万平方米，其他8.8万平方米、涉及物业类型包括住宅、商业、车位及配套用房。截至2021年6月，项目已全部封顶。